# Mass Effect 3
Mass Effect 3 – fabularna gra akcji, trzecia część serii Mass Effect, stworzona przez studio BioWare, wydana przez Electronic Arts równocześnie na platformach Microsoft Windows, Xbox 360 (z obsługą Kinecta) i PlayStation 3. Ogłoszona została 11 grudnia 2010 roku, a wersja demonstracyjna została udostępniona 14 lutego 2012 roku. Premiera gry nastąpiła 6 marca 2012 roku w Ameryce Północnej i 9 marca 2012 roku w Europie. W Polsce i Australii ukazała się 8 marca 2012 roku, a w Japonii 15 marca 2012 roku. Mass Effect 3 w przeciwieństwie do poprzednich części nie został wydany w pełnej polskiej wersji językowej z dubbingiem, a jedynie z polskimi napisami.
Casey Hudson, reżyser gry, stwierdził, że „produkcja Mass Effect 3 jest znacznie prostsza, ponieważ nie trzeba martwić się o kontynuowanie historii w następnej części”. Chociaż gra stanowi zwieńczenie przygód komandora Sheparda, nie będzie ostatnią częścią serii – twórcy zapowiedzieli jej kontynuowanie. Podobnie jak w przypadku części drugiej, można rozpocząć ją od zaimportowania zapisu gry z poprzedniczki. Decyzje podjęte przez gracza w pierwszej i drugiej części mają wpływ na ponad tysiąc zmiennych w Mass Effect 3. Umożliwiono łączenie ze sobą mocy biotycznych oraz technologicznych, walkę w zwarciu, jak również nawiązanie homoseksualnego romansu.
Dostępny jest również osobny tryb dla wielu graczy o nazwie Galaktyczna Wojna (ang. Galaxy at War). W rozgrywce uczestniczy maksymalnie czterech graczy; wykonują oni misje, które wpływają na zakończenie kampanii jednoosobowej. Gracze mogą kierować nie tylko postaciami ludzkimi, ale także asari, drellami, kroganami, salarianami, quarianami i turianami. Darmowa zawartość do pobrania Odrodzenie daje możliwość grania gethami i batarianami, Rebelia vorchami i samcami quarian, a Odwet volusami.

## Fabuła
10 grudnia 2010 roku na oficjalnej stronie Electronic Arts zamieszczono zarys fabuły Mass Effect 3, który jednak został usunięty celem oficjalnego ogłoszenia go kilka dni później podczas gali rozdania Spike Video Game Awards: 

Ziemia płonie. Rasa przerażających maszyn przybyła z niezbadanych rejonów kosmosu, rozpoczęła eksterminację ludzkości. Wcielasz się w komandora Sheparda, żołnierza ziemskiego Przymierza Systemów, zaś twoją jedyną nadzieją na ocalenie planety jest przekonanie wszystkich ras galaktyki, by wspomogły cię w twojej misji.

Początek gry Mass Effect 3 rozgrywa się na Ziemi. Bohaterem gry ponownie jest komandor Shepard, jednak jeśli nie przeżył ostatniej misji w Mass Effect 2, gracz tworzy nowego bohatera. Shepard zostaje przesłuchany w związku ze zdarzeniami, które miały miejsce w ostatnim DLC do drugiej części serii: Arrival. Podczas tej rozmowy Żniwiarze atakują Ziemię. Shepard musi uciekać na Normandię, by później rozpocząć poszukiwanie przyjaciół do walki z wrogiem.
W trzeciej części serii komandor Shepard musi mierzyć się nie tylko ze Żniwiarzami, lecz także z organizacją Cerberus, na czele której stoi Człowiek Iluzja. Na grę mają wpływ wybory podjęte przez graczy w poprzednich częściach serii, jeśli zaimportują swój zapis gry z części drugiej. Twórcy zapowiadali, że decyzje podejmowane przez graczy w Mass Effect 3 będą miały znacznie większe znaczenie dla rozwoju fabuły, aniżeli w dwóch poprzednich grach, mogą się one przyczynić nawet do wyginięcia całych cywilizacji.

## Zawartość do pobrania
- Z prochów (ang. From Ashes) – zawiera nowe elementy do trybu jednoosobowego: dwie misje, członka drużyny – proteanina Javika, jedną broń oraz alternatywny strój dla każdego członka drużyny. Wydany w dniu premiery gry, był dodawany za darmo do edycji kolekcjonerskich gry, można też go kupić osobno.
- Odrodzenie (ang. Resurgence Pack) – wydany 10 kwietnia 2012 roku darmowy dodatek do trybu wieloosobowego, zawierający dwie nowe mapy, trzy rodzaje broni i sześć nowych postaci, w tym po raz pierwszy gethów i batarian[36].
- Rebelia (ang. Rebellion Pack) – wydany 29 maja 2012 roku darmowy dodatek do trybu wieloosobowego, zawierający dwie nowe mapy, trzy rodzaje broni, nowy cel do wykonania podczas misji i sześć nowych postaci, w tym po raz pierwszy vorche i samców quarian[30].
- Wersja rozszerzona (ang. Extended Cut) – rozszerza zakończenie gry dodając nowe sceny i dialogi; dodatek powstał jako odpowiedź na naciski fanów, którzy mieli zastrzeżenia do oryginalnego zakończenia[37]. Wydany został za darmo 26 czerwca 2012 roku (4 lipca 2012 roku na PlayStation 3 w Europie)[38]. Dodatek wprowadza również poprawkę umożliwiającą osiągnięcie najlepszego zakończenia bez konieczności gry w trybie wieloosobowym[39] oraz – wbrew przedpremierowym zapowiedziom twórców – dodaje nowe zakończenie[40].
- Ziemia (ang. Earth) – wydany 17 lipca 2012 roku (18 lipca 2012 roku na PlayStation 3 w Europie) darmowy dodatek do trybu wieloosobowego, zawierający trzy nowe mapy umiejscowione na Ziemi w Rio de Janeiro, Vancouver i Londynie, trzy rodzaje broni, nowy cel do wykonania podczas misji, dodatkowy poziom trudności i sześć nowych postaci, z których wszystkie są ludźmi[41].
- Pakiet Ostrzał (ang. Firefight Weapons Pack) – pakiet siedmiu broni do trybu jednoosobowego wydany 7 sierpnia 2012 roku[42].
- Lewiatan (ang. Leviathan) – rozszerza kampanię dla pojedynczego gracza o dodatkową misję, w której Shepard musi odnaleźć tajemniczego Lewiatana zdolnego zabijać Żniwiarzy, dowie się także więcej o ich pochodzeniu, ukazał się 28 sierpnia 2012 roku (29 sierpnia 2012 roku na PlayStation 3 w Europie)[43].
- Odwet (ang. Retaliation Pack) – wydany 9 października 2012 roku (10 października 2012 roku na PlayStation 3 w Europie) darmowy dodatek do trybu wieloosobowego, zawierający nową rasę przeciwników (Zbieracze), nowe klasy postaci, inne wersje istniejących map, trzy rodzaje broni oraz system wyzwań i związane z nim bonusy[44].
- Pakiet Oporu Naziemnego (ang. Groundside Resistance Weapon Pack) – pakiet siedmiu broni do trybu jednoosobowego wydany 16 października 2012 roku (17 października 2012 roku na PlayStation 3 w Europie)[45].
- Pakiet Innego Wyglądu 1 (ang. Alternate Appearance Pack 1) – pakiet nowych strojów dla Garrusa, Liary i EDI oraz nowy pancerz dla Sheparda wydany 19 listopada 2012 roku[46].
- Omega – dodatek do trybu jednoosobowego wydany 27 listopada 2012 roku, oferujący nowe misje, w których Shepard pomaga Arii T’Loak odbić jej siedzibę, stację Omega[47][48].
- Dzień sądu (ang. Reckoning) – wydany 26 lutego 2013 roku (27 lutego 2013 roku na PlayStation 3 w Europie) darmowy dodatek do trybu wieloosobowego, oferujący sześć nowych postaci różnych ras i siedem rodzajów broni[49].
- Cytadela (ang. Citadel) – dodatek do trybu jednoosobowego wydany 5 marca 2013 roku (6 marca na PlayStation 3 w Europie) oferujący nowe misje na Cytadeli wspólnie z m.in. Urdnotem Wreksem, kasyno i arenę walki oraz mieszkanie Sheparda na Cytadeli[49]. Jest ostatnim dodatkiem do trybu jednoosobowego.

## Zwiastun
Pierwszy zwiastun Mass Effect 3 zaprezentowany został 11 grudnia 2010 roku podczas gali Spike VGA. Rozpoczyna się on narracją: „Pierwszego dnia zginęły dwa miliony ludzi. Kolejne siedem zginęło do końca pierwszego tygodnia”. Narrator opowiada o zmasowanym ataku kosmitów na wszystkie większe miasta Ziemi, podczas gdy na ekranie widać żołnierza ukrywającego się w ruinach Big Bena i prowadzącego ostrzał z karabinu snajperskiego. Zwiastun kończy się sceną, w której Shepard obserwuje z orbity trawioną chaosem planetę, czemu towarzyszą słowa: „Jeśli Shepard szybko nie przybędzie z odsieczą, nie będzie już Ziemi do uratowania”.

## Ścieżka dźwiękowa
W lutym 2011 roku Clint Mansell zdradził w wywiadzie przeprowadzonym przez brytyjski magazyn The Quietus, że zajmie się skomponowaniem ścieżki dźwiękowej do gry. Informacja ta została potwierdzona przez Electronic Arts za pomocą serwisu Facebook. W grudniu 2011 roku ujawniono, że autorami ścieżki dźwiękowej będą także Christopher Lennertz, Sascha Dikiciyan, Cris Velasco i Sam Hulick. Jack Wall, twórca ścieżek dźwiękowych do poprzednich części, nie miał udziału w produkcji gry Mass Effect 3 z powodu niesprecyzowanych przyczyn.

## Edycja kolekcjonerska
Edycja kolekcjonerska zawiera: grę w metalowym pudełku, album z grafikami z gry w twardej oprawie, naszywkę z emblematem N7, litografię, komiks wydawnictwa Dark Horse, ścieżkę dźwiękową, dodatkową misję i bohatera do pobrania – Z prochów (ang. From Ashes), dodatki w grze (nowe rodzaje broni i stroje dla drużyny).

## Odbiór gry
Gra spotkała się z pozytywnym przyjęciem recenzentów – 10 marca średnia ocen w serwisie Metacritic wynosiła 91 (wersja przeznaczona na PlayStation 3), 92 (PC) i 94 (Xbox 360) oraz 91,36% (PS3), 93,29% (X360) i 94,33% w serwisie GameRankings. Gra chwalona była m.in. za fabułę, która zamykała wszystkie wątki rozpoczęte w poprzednich częściach oraz za oprawę audiowizualną. W dniu premiery w samych Stanach Zjednoczonych sprzedano prawie 900 tysięcy egzemplarzy gry.

## Kontrowersje
W dniu premiery opublikowany został płatny dodatek Z prochów (ang. From Ashes), dodający nową postać, misje, broń i dialogi. Po odkryciu, że postać instaluje się wraz z grą i można ją odblokować bez uiszczania opłaty, pod adresem twórców wysunięto oskarżenia sugerujące, że każą oni płacić graczom za coś, co już kupili. Twórcy sprostowali sprawę wyjaśniając, że dodatek powstał w czasie późniejszym niż gra, a wraz z nią instaluje się jedynie dodatkowa postać, zaś związaną z nim misję i przerywniki filmowe odblokować można jedynie poprzez kupno dodatku.
Kontrowersje wśród części fanów budziła wprowadzona w trzeciej części możliwość nawiązania gejowskiego romansu. Chociaż romansowanie z osobami tej samej płci jest w grze jedynie opcją, której nie trzeba odblokowywać, sam fakt jej istnienia przyczynił się do zaniżenia ocen graczy w serwisie Metacritic, która w tydzień po premierze wahała się od 3,6 (wersje przeznaczone na komputery osobiste i PlayStation 3) do 4,9 (Xbox 360) punktów na 10 możliwych.
Najwięcej emocji wywołało zakończenie gry. Twórcom zarzucano przede wszystkim źle napisany scenariusz finału, który w ostatnich minutach wprowadza nowe postaci i wątki, nie daje odpowiedzi na ważne pytania, zawiera sporo błędów logicznych i nieścisłości. Rozdrażnienie wzbudził również fakt, że wbrew przedpremierowym zapowiedziom, w których obiecywano różnorodne zakończenia zależne od tego, jakie decyzje gracz podejmował na przestrzeni całej trylogii, przygotowano jedynie trzy zakończenia, które różnią się od siebie w niewielkim stopniu. Niezadowolenie wywołał również fakt, że wbrew przedpremierowym zapowiedziom wpływ na grę dla pojedynczego gracza ma tryb gry wieloosobowej: odblokowanie najlepszego zakończenia jest niemożliwe bez grania w tym trybie bądź bez zakupienia aplikacji Mass Effect: Infiltrator. Niezadowoleni fani rozpoczęli akcję protestacyjną mającą na celu przekonanie producenta i wydawcy gry do opublikowania DLC lub łatki dodającej poprawione zakończenia. 14 marca akcję popierało 25 tysięcy osób skupionych wokół facebookowej grupy Demand a better ending to Mass Effect 3 oraz około 40 tysięcy członków BioWare Social Network. Zakończenie podzieliło miłośników serii na jego zwolenników i przeciwników. Media wypowiadały się o akcji dość sceptycznie, jednak część z nich, jak serwisy GameFront czy Forbes Online, opowiadały się po stronie graczy niezadowolonych z zakończenia. Przeciwnicy zakończenia, chcąc zwrócić na sprawę uwagę BioWare i Electronic Arts, które w ciągu tygodnia od premiery nie wystosowały żadnego oficjalnego oświadczenia, rozpoczęli zbiórkę pieniędzy na cele charytatywne oraz upiekli firmie BioWare babeczki w kolorach wyborów zakończenia (czerwone, zielone i niebieskie) z lukrowanymi literami A, B i C, jako odzwierciedlenie płytkiego zakończenia. W ciągu doby zebrano prawie 30 tysięcy dolarów na rzecz fundacji Child’s Play, kupującej zabawki dla ciężko chorych dzieci przebywających w szpitalach, a BioWare rozdało babeczki głodującym dzieciom. W miesiąc po premierze studio BioWare zapowiedziało na lato 2012 roku darmowe DLC Wersja rozszerzona, zawierające dodatkowe przerywniki filmowe mające rozbudować zakończenie, wyeliminować fabularne nieścisłości i podsumować historię postaci stworzonej przez gracza.